# 全国防犯協会連合会
公益財団法人全国防犯協会連合会（ぜんこくぼうはんきょうかいれんごうかい、The Japan Crime Prevention Association）は、覚醒剤等薬物乱用防止、風俗環境の浄化、暴力団排除などの活動を行っている公益法人。元警察庁所管。略称は全防連。

## 概要
「青少年の健全育成」「薬物の乱用防止」「暴力団排除活動」を中心に、市民への防犯知識の普及、各地の防犯協会や防犯ボランティアへの支援活動を行う。風適法第40条に基づく全国風俗環境浄化協会及び暴力団員による不当な行為の防止等に関する法律第32条の15に基づく全国暴力追放運動推進センターに指定されている。
- 本部所在地 - 〒113-0033 東京都文京区本郷三丁目38番1号　本郷イシワタビル6階
- 代表理事会長（非常勤） - 太田美明 （公益財団法人東京防犯協会連合会会長）
- 代表理事（非常勤） - 岡田俊邦
- 専務理事（常勤） - 田中法昌（元・大阪府警察本部長）
- 会員（2016年4月現在）
  - 正会員 - 各都道府県の防犯協会および暴力追放運動推進センター 計94団体
  - 特別会員 - 7団体
  - 賛助会員 - 30団体
  - 全国暴力追放運動推進センター協力会員 - 202団体